# الحرب الأهلية في الكونغو
كانت الحرب الأهلية في الكونغو (1665-1709) صراعًا داخليًا بين أسر متنافسة من مملكة الكونغو. دارت الحرب في منتصف القرنين السابع عشر والثامن عشر وحرضت مناصري أسرة كينلازا ضد أسرة كيمبانزو. انخرطت فصائل أخرى عديدة في النزاع مدعية أنها تنحدر من إحدى أو كلا الطرفين الرئيسيين مثل أسرة أغوا روسادا من كينبانغو ودا وأسرة دا سيلفا من سويو. مع نهاية الحرب، دُمرت عاصمة الكونغو المهيبة وبيع العديد من شعب الباكونغو إلى تجارة العبيد عبر الأطلسي.

## الأصول
بلغت مملكة الكونغو أوجها خلال حكم ملكها الأقوى غارسيا الثاني. وصل الملك غارسيا الثاني إلى السلطة بعد وفاة شقيقه ألفارو السادس الذي كان قد ساعده في الاستيلاء على عرش الكونغو من أسرة كيمبانزو. معًا، أسس الشقيقان سلالة جديدة باسم نلازا كاندا، وهكذا سُميت الأسرة أسرة كينلازا. قوبل صعود هذه السلالة، التي يمكن اقتفاء شرعيتها في العرش من جهة الأم مقابل النسب الأبوي لأسرة كيمبانزو وأسرة نسوندي، بعدائية منذ البداية. اتحد المطالبون بعرش الكونغو، التي كانت في تلك الآونة أوقى دولة في وسط أفريقيا، والذين تنافسوا عليه خلف أسرة كيمبانزو. مع وصول الملك غارسيا الثاني إلى السلطة، تحصنت أسرة كيمبانزو في مقاطعة سويو وقدمت الدعم لمناصري أسرتي كيمبانزو ونسوندي المتبقين داخل الكونغو فيما كانوا يطالبون بلقب الأمراء وبعد ذلك لقب الأمراء الكبار. مع نهاية حكم غارسيا، كانت سويو قد نالت استقلالها التام عن الكونغو وكان هناك عداء علني بين أسرة كينلازا وأسرة كيمبانزو اشتملت على مؤامرات لقتل الملك واتفاقيات عسكرية.

## الانزلاق نحو الحرب
في عام 1661، توفي الملك غارسيا الثاني تاركًا العرش لثاني أكبر أبنائه أنتونيو. كان الملك أنتونيو الأول مصممًا على طرد البرتغاليين من أنغولا، إذ كانوا شوكة في خاصرة الكونغو منذ عام 1622. باءت مناورة الملك غارسيا الثاني لمساعدة الهولنديين في حربهم القصيرة ضد البرتغاليين على ميناء لوندا بالفشل. مع سيطرتها آنذاك على لواندا ، أحد المصادر التي تزود الكونغو بالنقود الصدفية، كانت البرتغال قد باتت أكثر قوة من أي وقت مضى. تعيّن على الكونغو أن تعتمد أكثر فأكثر على الدعم الهولندي، الذي لم يكن وشيكًا مع سويو بصفتها منافسًا. فرضت هذه الأحداث على خليفة غارسيا الثاني، أنتونيو الأول، أجندا مناهضة للبرتغال كليًا.

### معركة مبويلا
على الرغم من تصاعد التوتر بين الدول، كانت الشرارة التي أطلقت الحرب بينها مرة أخرى خلافًا حول بلدة مبويلا الحدودية الصغيرة. وكانت المشيخة قد أقسمت في الماضي على الولاء لكل من الكونغو وأنغولا. في عام 1665، أفضى نزاع بين أحد المطالبين بزعامة المشيخة وعمته إلى دخول الكونغو في مواجهة ضد أنغولا، إذ دعمت الكونغو المطالب بالزعامة ودعمت أنغولا العمة. تواجهت القوتان في معركة مبويلا في 29 أكتوبر 1665. تعرضت الكونغو في المعركة الناتجة لهزيمة ساحقة. قُتل الملك أنطونيو الأول والعديد من نبلاء كينلازا في المعركة، وأُرسل التاج والصولجان الملكيان إلى البرتغال كدليلين على النصر. أُسر الصبي الوريث لعرش الكونغو واقتيد إلى لواندا مع رأس أنطونيو. فقدت الممتلكات الملكية الخاصة بالملك، التي كان يخشى إبقاءها في الكونغو بسبب المناصرين المتنافسين، في ميدان المعركة أيضًا. سرعان ما انزلقت المملكة، بعد أن سُلبت ملكها ووريثها ورموز قيادتها، إلى حرب أهلية تنافس فيها مناصرو أسرتي كينلازا وكيمبانزو على العرش.

## تدخل سويو في الكونغو
لم تُحدث معركة مبويلا تغييرًا جذريًا على حدود أفريقيا الوسطى. ولم تنل الكونغو وأنغولا سيطرة على هذه المستوطنة البعيدة تفوق سيطرتهما قبل المعركة. كانت مقاطعة سويو، موطن العديد من مناصري أسرة كيمبانزو، الطرف الذي حقق ازدهارًا نتيجة هزيمة الكونغو. كانت سويو، التي حُكمت من قبل أسرة سيلفا كانادا، ملاذًا لأسرة كيمبانزو التي اختبأت في إقليم لوفوتا الواقع في جنوبها. مع عدم مواجهة معارضة قوية لهم في الكونغو، تمكنت أسرة دا سيلفا من فرض إرادتها على المطالبين بالعرش من كل من أسرتي كيمبانزو وكينلازا.

### بداية تدخل سويو
تولى أفونسو الثاني ملك الكونغو ونكوندو، والذي ينبغي عدم الخلط بينه وبين أفونسو الثاني ملك الكونغو في القرن السادس عشر، العرش بعد وفاة أنطونيو الأول. صب صعود أفونسو، أحد مناصري أسرة كيمبانزو، في مصلحة خطط سويو. وسارعت أسرة كينلازا إلى اتخاذ إجراء ضده وإجباره على الخروج ليحل محله ألفارو السابع. فر الملك المخلوع إلى نكوندو، حيث استمر بالمطالبة بالملكية على الكونغو.

### غزوات الكونغو (1666-1669)
آلت الأمور إلى أن يتحول الملك ألفارو السابع إلى طاغية مكروه من خصومه السياسيين وعامة الشعب. في خطوة غير مسبوقة، دخلت سويو العاصمة وساعدت الشعب على الإطاحة بألفارو السابع وقتله. في يونيو، انتُخب عضو آخر من أسرة كينلازا ملكًا. وجرت الانتخابات هذه المرة تحت رعاية سويو. انتُخب ألفارو الثامن ملكًا للعرش وحكم لمدة ثلاث سنوات. سمح الملك للبرتغاليين بالبحث عن الذهب في مملكته، إلا أنه لم يُعثر في المملكة على ذهب أو فضة. احتفظت أسرة كينلازا بسيطرة ضمنية على العرش، إلا أن سويو أثبتت أنها السيد الحقيقي للمملكة.
وصل الملك بيدرو الثالث، مناصر آخر لأسرة كينلازا كان أقل تعاطفًا مع سويو، إلى السلطة في يناير من عام 1669. أرسلت سويو مجددًا قوة إلى الكونغو أطاحت بالملك عن العرش. هذه المرة، وضعت أسرة دا سيلفا حاكمًا من أسرة كيمبانزو على العرش. فر الملك بيدرو الثالث إلى ليمبا (عُرفت أيضًا بمبولا أو بولا)، إلا أن ذلك لم يشكل نهاية لتعاملاته مع الكونغو.

### نهاية تدخل سويو
سلمت سويو مقاليد الحكم للملك ألفارو التاسع أملًا بأن تكون السيطرة على عضو من أسرة كيمبانزو أكثر سهولة. إلا أن النبلاء، ومن بينهم نبلاء كيمبانزو، بدأوا يعبّرون عن استيائهم من تدخل سويو في الكونغو. في عام 1670، أطاح رافايل الأول، ماركيز مبيمبا، بألفارو التاسع. وخلافًا للملك السابق، كان رافايل الأول من أسرة كينلازا ولم يكن راغبًا بأن يخضع لسيطرة أسرة دا سيلفا.

### معركة كيتومبو
بمجرد اعتلائه للعرش، طلب الملك الطموح مساعدة البرتغاليين في القضاء على الأوصياء عليه في مبانزا سويو. مع نيلها وعودًا بحقوق التعدين وسنوح الفرصة لمعاقبة سويو على تعاملاتها مع الهولنديين «الوثنيين» (غير الكاثوليك)، أرسلت أنغولا جيشًا بقيادة جواو سواريس دي ألميدا. بعد انتصار أولي على سويو قُتل فيه حاكمها الكونت استيفاو دي سيلفا، سُحق الجيش الأنغولي في معركة كيتومبو من قبل قوة قادها الأمير بيدرو دا سيلفا، شقيق الكونت القتيل. وضع الانتصار حدًا للطموحات البرتغالية في الكونغو حتى القرن التاسع عشر، لكنه ترك سويو في وضع متزعزع. بقي الملك رافايل على العرش مع توجيه سويو لتركيزها نحو حماية حدودها ونيل الاعتراف البابوي. تقام احتفالات بالنصر في كيتومبو في أجزاء معينة من أنغولا في يوم القديس لوقا (18 أكتوبر).

## طرد ساو سالفادور
استمرت أسرة كيمبانزو في حكم المملكة على الرغم من وضعها الهش. كانت المقاطعات الأقوى كنسوندي ومباتا تشهد انقسامًا، وتضاءلت قوة الملك مع إعادة توجيه التجارة نحو مناطق أكثر استقرارًا خارج الكونغو مثل سويو ولوانغو.